# 로도비카 코멜로
로도비카 코멜로(Lodovica Comello, 1990년 4월 13일 ~ )는 이탈리아의 배우, 가수이다.

## 출연 작품
- 포베리 마 리끼씨미 (2017)